# Lily Christine

Lily Christine est un film britannique en noir et blanc réalisé par Paul L. Stein, sorti en 1932.

## Synopsis
Une rencontre fortuite dans un chemin de campagne et une offre d'hospitalité pour la nuit, va mettre une jeune romancière dans une situation qui pourrait se terminer en tragédie.

## Fiche technique
- Titre : Lily Christine
- Réalisation : Paul L. Stein
- Scénario : R. Gore Brown, d'après la nouvelle du même nom de Michael Arlen (1929)
- Décors : R. Holmes Paul
- Photographie : Rudolph Maté
- Producteur : Walter Morosco (en)
- Sociétés de production et de distribution : Paramount British Pictures
- Pays de production :  Royaume-Uni
- Langue originale : anglais britannique
- Format : noir et blanc — 35 mm — 1,37:1 — son : mono
- Genre : Drame, Romance
- Durée : 82 minutes
- Dates de sortie : 
  - Royaume-Uni : 21 novembre 1932
  - États-Unis : juillet 1932

## Distribution
- Corinne Griffith : Lily Christine Summerset
- Colin Clive : Rupert Harvey
- Margaret Bannerman : Mme Abbey
- Miles Mander : Ambatriadi
- Jack Trevor (en) : Ivor Summerset
- Anne Grey : Muriel Harvey
- Barbara Everest : Hempel
- Peter Graves
- Freddie Bartholomew : un enfant